# Wolfgang Anheisser
Wolfgang Gottlieb Anheisser (* 1. Dezember 1929 in Köln; † 5. Januar 1974 ebenda) war ein deutscher Opernsänger (Bariton).

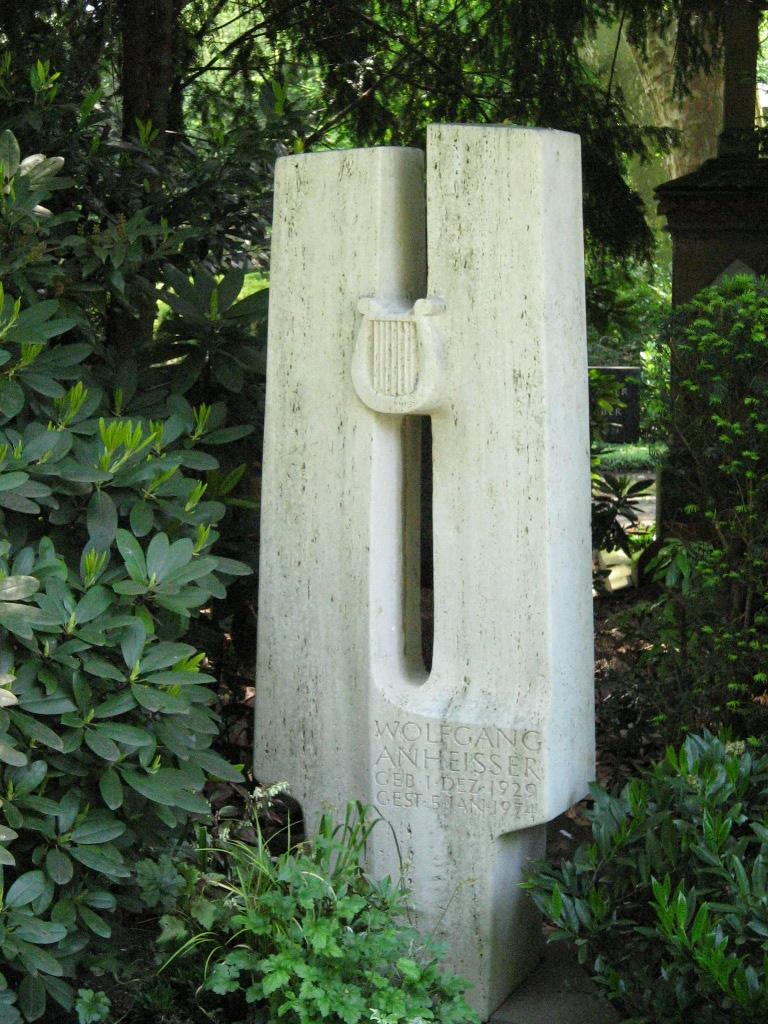
Grabstein auf dem Melaten-Friedhof

## Leben
Wolfgang Anheisser, Sohn des Mozart-Forschers Siegfried Anheisser (1881–1938), nahm ersten Gesangsunterricht bei seiner Mutter Margot, geb. Gripekoven später verh. Menzel (1900–1985), einer Opernsängerin. Nach dem Abitur besuchte er die Freiburger Musikhochschule und wurde dort u. a. bei Fritz Harlan ausgebildet. Anschließend besuchte er das Conservatorio Verdi in Mailand und studierte von 1955 bis 1960 in Johannesburg/Südafrika bei Anni Hartmann Gesang und Musikwissenschaft sowie Germanistik und Anglistik.
Nach seiner Rückkehr nach Deutschland sang er ab 1961 an vielen deutschen Opernhäusern. Sein Debüt hatte er als Nardo in La finta giardiniera von Wolfgang Amadeus Mozart. Seine zweite künstlerische Heimat fand er seit 1968 an der Deutschen Staatsoper Unter den Linden, Berlin. Seine Glanzrolle dort war die Titelrolle in der Oper Der Barbier von Sevilla.
Am Neujahrstag 1974 stürzte Anheisser in der Kölner Oper bei einer Aufführung der Operette Der Bettelstudent, in der er die Rolle des Studenten Jan sang, von einer Balkonkulisse auf die Bühne. Wenige Tage später starb er 44-jährig an seinen schweren Verletzungen in der Kölner Universitätsklinik. Auf dem Kölner Melaten-Friedhof wurde er beerdigt (Millionenallee, zwischen Hauptweg und Lit. G). Er hinterließ seine Ehefrau Betty Henriette geborene Rubow (1936–2023), die er 1955 in Pretoria geheiratet hatte.

## Ehrungen

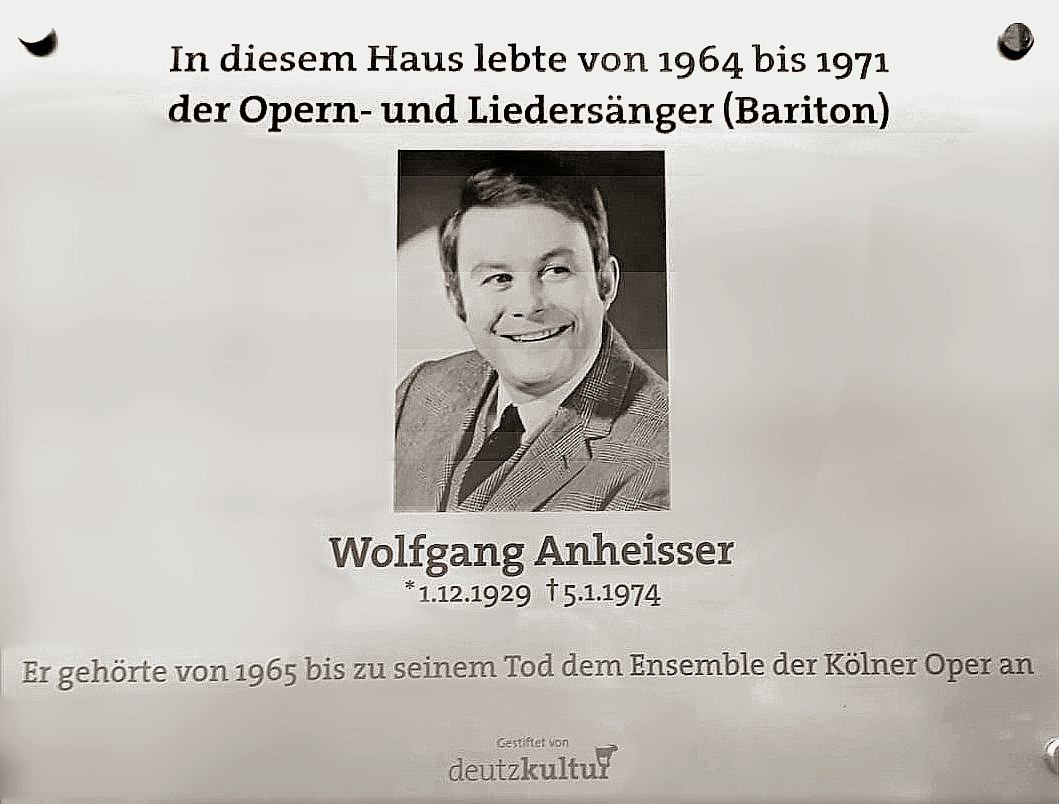
Gedenktafel Wolfgang Anheisser, Gotenring Köln-Deutz

- In Köln erinnert seit 2009 die Wolfgang-Anheisser-Straße an ihn.
- Anlässlich seines 80. Geburtstages fand 2009 eine Gedenkveranstaltung in der Kölner Oper statt. Sie war Auftakt einer neuen Reihe Sängerporträts.
- Anlässlich seines 90. Geburtstages 2019 brachte der Verein „deutzkultur“ eine Gedenktafel an Anheissers Wohnhaus in Köln-Deutz (Gotenring 17) an. Die Gedenktafel enthüllte der Bezirksbürgermeister von Köln-Innenstadt, Andreas Hupke.[4]

## Opernpartien (Auswahl)
- 1961 – Nardo in La finta giardiniera. Münchner Opernfestspiele 1961
- 1963 – Guglielmo in Così fan tutte. Gastspiel der Bayerischen Staatstheater im Markgrafentheater Erlangen
- 1963 – 1965 Städtische Bühnen Gelsenkirchen
  - Dr. Malatesta in Don Pasquale (Donizetti)
  - Graf von Eberbach in Der Wildschütz (Albert Lortzing)
  - Guglielmo in Così fan tutte (W.A. Mozart)
  - Herr Fluth in Die lustigen Weiber von Windsor  (Otto Nicolai)
  - Sharpless in Madama Butterfly (Giacomo Puccini)
  - Rodrigo, Marquis von Posa in Don Carlos (Giuseppe Verdi)
  - Gaetano in Banditenstreiche (Franz von Suppè)
  - Georges Germont in La traviata (Giuseppe Verdi)
- 1965 – 1. Januar 1974 Bühnen der Stadt Köln
  - Don Fernando in Fidelio (Ludwig van Beethoven)
  - Dr. Malatesta in Don Pasquale (Gaetano Donizetti)
  - Silvio Der Bajazzo (Ruggiero Leoncavallo)
  - Freddy Eynsford-Hill in My fair Lady (Frederick Loewe)
  - Graf von Eberbach in Der Wildschütz (Albert Lortzing)
  - Jan, Student in Der Bettelstudent (Carl Millöcker)
  - Guglielmo in Così fan tutte (W.A. Mozart)
  - Graf Almaviva in Die Hochzeit des Figaro (W.A. Mozart)
  - Masetto in Don Giovanni (W.A. Mozart)
  - Papageno in Die Zauberflöte (W.A. Mozart)
  - Warssonofjew  in Chowanschtschina (Modest Mussorgsky)
  - Andrew Schtschelkalow in Boris Godunow (Modest Mussorgsky)
  - Bariton-Soli in Carmina Burana (Carl Orff)
  - Schaunard in La Bohème (Giacomo Puccini)
  - Sharpless in Madama Butterfly (Giacomo Puccini)
  - Farfarello in Die Liebe zu den drei Orangen (Serge Prokofieff)
  - Guslaspieler in Die Legende von der unsichtbaren Stadt Kitesch und von der Jungfrau Fewronija (Nikolai Rimski-Korsakow)
  - Figaro, Barbier in Der Barbier von Sevilla (Gioacchino Rossini)
  - Dr. Falke in Die Fledermaus (Johann Strauss Sohn)
  - Graf Homonay in Der Zigeunerbaron (Johann Strauss Sohn)
  - Harlekin in Ariadne auf Naxos (Richard Strauss)
  - Der Einarmige in Die Frau ohne Schatten (Richard Strauss)
  - Der Graf in Capriccio (Richard Strauss)
  - Fürst Jeletzki in Pique Dame (P. Tschaikowsky)
  - George Germont in La traviata (Giuseppe Verdi)
  - Wolfram in Tannhäuser (Richard Wagner)
- 1968: Figaro in Gioachino Rossinis Der Barbier von Sevilla – Regie: Ruth Berghaus  (Deutsche Staatsoper Berlin)
- 1970 – König Salomon in Die Königin von Saba (Karl Goldmark) in der Carnegie Hall, New York